# George Wilberforce Kakoma
George Wilberforce Kakoma (Wakiso, 27 de julio de 1923 – Kololo, suburbio de Kampala, 8 de abril de 2012) fue un músico ugandés que escribió y compuso "The Pearl of Africa", el himno nacional de Uganda. La composición fue interpretada por primera vez públicamente por Mr. Moon el 9 de octubre de 1962 durante las celebraciones del Día de la Independencia de Uganda. Recibió una compensación personal de 2,000 chelines ugandeses de parte del Primer Ministro Milton Obote por su trabajo.

## Biografía
Kakoma era hijo de Semu Kyasooka Kakoma, un jefe Gombolola y su mujer Solome Mboolanyi Kakoma. Fue miembro de un coro además de un deportista entusiasta durante sus días escolares. Estudió música en el Royal Conservatory of Music de Nairobi y posteriormente en el Royal College of Music de Londres, antes de completar sus estudiso en la Universidad de Durham.
Antes de la independencia de Uganda, tres subcomités se crearon para establecer los símbolos nacionales. El subcomité para la creación de un himno nacional alentó a los ugandeses a presentar sus propuestas.
"Las composiciones tenían que ser cortas, originales, solemnes, alabadoras y con ganas de futuro. Tenían que armonizarse en las cuatro partes habituales: soprano, alto, tenor y bajo." dijo Kakoma en una entrevista.
En julio de 1962, el comité escogió la composición de Kakoma. Le había llevado un día componer la música y escribir la letra para "Oh Uganda, Land of Beauty".
Kakoma trabajó como profesor de música en el Distrito de Masaka.
Kakoma recibió numerosos premios, incluyendo la Medalla Nacional en 2010. Aparte del himno nacional, contribuyó a la composición del himno de Comunidad Africana Oriental en 2005. También compuso el himno de la Uganda Wildlife Authority.

## Publications
- George W. Kakoma, Songs from Buganda, Univ. of London Press, London 1969, ISBN 0-340-09438-9